# آرم سمنت
آرم سمنت (انگلیسی: ARM Cement) شرکت مصالح ساختمانی کنیایی است، که در سال ۱۹۷۴ تأسیس شد.